# XIII (Computerspiel, 2003)
XIII (römisch für 13) ist ein Ego-Shooter von Ubisoft, der auf der gleichnamigen franko-belgischen Comicserie von 1983 basiert. Das Actionspiel mit Stealth-Elementen erschien im Herbst 2003 für den GameCube, Xbox, PlayStation 2, Windows und Mac OS.
2020 erschien ein Remake des Spiels für Windows, macOS, PlayStation 4 und Xbox One.

## Handlung
Zu Beginn des Intros wird der Präsident der Vereinigten Staaten erschossen. Der Protagonist wacht an einem Strand mit einer Schusswunde auf. Er wird von einer Frau gerettet und in ein Strandhaus gebracht. Er hat alle Erinnerungen verloren und alles, was er besitzt, ist ein Schließfachschlüssel und eine Tätowierung mit der Zahl XIII auf der linken Schulter. Plötzlich wird er von mehreren Männern angegriffen, die das Ziel verfolgen, ihn zu töten. Bevor ihnen das gelingt, wird er allerdings vom FBI als Hauptverdächtiger im Mordfall am Präsidenten gefangen genommen. Ein Foto beweist, dass er genau so aussieht wie der Täter. XIII schafft es, mit Unterstützung von außen aus dem FBI-Hauptquartier zu fliehen. Im folgenden Verlauf erfährt man, dass der Protagonist die Identität des Mörders des Präsidenten angenommen hat. Der Mord ist Teil einer Verschwörung mit dem Ziel, die Regierung der Vereinigten Staaten zu stürzen. Die 20 Verschwörer tragen Nummern, um ihre Identität zu verbergen. XIII war einer von ihnen, wurde aber nach vollzogener Tat verraten und ermordet. Eine Gruppe mit dem Ziel, den Staatsstreich zu verhindern, ließ einen ihrer Mitstreiter das Aussehen von XIII annehmen, um die Gegenseite zu verwirren und sie dazu zu bringen, Fehler zu begehen. Dem Protagonisten in der Gestalt der früheren Nummer XIII gelingt es, die meisten Verschwörer zu enttarnen, zu töten und die Verschwörung fürs Erste zu verhindern.

### Die Verschwörer
| Nummer | Name                | Position                            |
| ------ | ------------------- | ----------------------------------- |
| I      | Walter Sheridan     | Präsidentschaftsanwärter            |
| II     | Calvin Wax          | Verteidigungsminister               |
| III    | William Standwell   | Stabschef, Weißes Haus              |
| IV     | Phillip Gillespie   | Innenminister                       |
| V      | Clayton Willard     | Senator                             |
| VI     | Irving Allenby      | Richter                             |
| VII    | Franklin Edelbright | Admiral, USS Patriot                |
| VIII   | Dean Harrison       | Kongressabgeordneter                |
| IX     | Jasper Winslow      | CEO, Winslow Bank                   |
| X      | Orville Midsummer   | Eigentümer, Press Groups            |
| XI     | Seymour Mac Call    | Colonel, SPADS                      |
| XII    | Lloyd Jannings      | Konsultant, Weißes Haus             |
| XIII   | Steve Rowland       | Captain, SPADS                      |
| XIV    | Harriet Traymere    | CEO, Federal Steel Corporation      |
| XV     | Jack Dickinson      | CEO, Amerikanische Legion           |
| XVI    | Norman Ryder        | Colonel, Nationalgarde              |
| XVII   | Kim Rowland         | Agentin, FBI (Rowlands Ehefrau)     |
| XVIII  | Edwin Rauschanberg  | CEO, CBN News                       |
| XIX    | Elly Shepherd       | Vorstand, Verteidigungsministerium  |
| XX     | Edward W. Johansson | Doktor/Direktor, Plain-Rock-Anstalt |

## Spielprinzip

### Allgemeines Spielprinzip und Einzelspieler-Kampagne
Eine der Besonderheiten des Spiels ist die Verwendung der Cel-Shading-Technik, die dem Spiel ein comicartiges Aussehen verleiht. Weiterhin werden auch verschiedene Spielszenen (z. B. Verletzungen von Gegnern) in Form von Comic-Streifen im Bild eingeblendet sowie Geräusche lautmalerisch auf dem Bildschirm wiedergegeben. Die Einzelspieler-Kampagne besteht aus 34 geradlinig aufgebauten Leveln. Dem Spieler stehen über das Spiel verteilt 15 Waffen zur Verfügung, die für die einzelnen Level vorgegeben sind. Das Repertoire besteht aus Nahkampf, verschiedenen Handfeuerwaffen, Gewehren und automatisierten Schusswaffen, Handgranaten, einer Armbrust sowie Wurfmessern. Daneben gibt es acht als Waffe benutzbare Gegenstände (zum Beispiel Tablett, Stuhl, Flaschen, Aschenbecher etc.), die zum Betäuben der Gegner eingesetzt werden können. Die Spielfigur kann sich in vielen Fällen aber auch schleichend durch die Spielwelt bewegen und Gegner hinterrücks niederschlagen oder als Geiseln nehmen. Treibt der Spieler eine solche Geisel vor sich her, stellen manche Gegner wie beispielsweise Polizisten das Feuer ein. Gegnerische Charakter besitzen ein einfaches Alarmierungssystem. Entdecken sie beispielsweise die Leiche eines getöteten Kameraden, lösen sie Alarm aus. Um dies zu verhindern, kann die Spielfigur getötete Gegner wegtragen und verstecken. In einigen Leveln verlangt das Spiel, dass die Spielfigur während des Missionsverlaufs unentdeckt bleibt bzw. nach einer Entdeckung einen Großalarm durch die Wachen rechtzeitig unterbindet. Neben dem Kämpfen und Schleichen gibt es einige einfachere Geschicklichkeitseinlagen wie Hüpfpassagen oder das Erklimmen/Abseilen von hohen Punkten mit Hilfe eines Enterhakens.

### Mehrspieler-Modus
Der Mehrspieler-Modus kann auf unterschiedliche Arten genutzt werden, via Netzwerk (LAN), Ubisofts Online Game Service oder alleine in der sogenannten Bot Challenge gegen computergesteuerte Gegner. Für Konsolen ist außerdem ein Split-Screen-Modus verfügbar. Dabei besitzt XIII die folgenden Multiplayer-Varianten:
- Deathmatch: Jeder gegen Jeden.
- Team Deathmatch: Deathmatch zwischen zwei Teams (rot und blau).
- Capture the Flag
- Sabotage: Ein Team muss verschiedene Ziele mittels einer Bombe sprengen. Das andere Team versucht dies zu verhindern.
- Geisterjagd: Mit einem Jagdgewehr und Handgranaten soll man so viele Geister wie möglich töten. Bei jedem Schuss schrumpft der Geist, sodass man ihn nur schwer treffen kann.
- Power Up: Deathmatch, in der ganzen Umgebung sind Kisten verteilt:
  - Munitionskiste
  - Rüstungs-/Gesundheitskiste
  - ?-Kiste
  - Waffenkiste: Leichte Waffen
  - Waffenkiste: Schwere Waffen

Insgesamt stehen für den Mehrspieler-Modus 14 Karten zur Auswahl.
Die „Ubisoft Online Game Service“-Server wurden mittlerweile abgeschaltet. Somit ist der online-Mehrspieler-Modus nicht mehr verfügbar.

## Synchronisation
In der englischen Sprachausgabe wird XIII von Schauspieler David Duchovny (Akte X) synchronisiert, die Rapperin Eve vertont die weibliche Hauptrolle der Major Jones und Adam West General Carrington. In der deutschen Version des Spiels leiht der Schauspieler Ben Becker der Titelfigur seine sonore Stimme, die Rolle von Major Jones übernahm Dennenesch Zoudé. Auch die bekannten Synchronsprecher Rolf Schult (als Mongose), Otto Mellies (als General Carrington) und Niels Clausnitzer (als Colonel Amos) liehen einigen Nebenfiguren ihre Stimme. Des Weiteren waren Jürg Löw (III alias William Standwell), Fabian Körner, Volker Wolf, Ilya Welter, Stefan Schleberger, Fritz Stavenhagen, Vittorio Alfieri, Karlheinz Tafel, Renier Baaken, Rainer Delventhal, Hans Holzbecher, Hans-Detlev Hüpgen, Dieter Maise und Anja Niederfahrenhorst in weiteren Rollen zu hören.

## Rezeption
XIII erhielt mittelmäßige bis gute Bewertungen (Metacritic: 72 % (Win), 73 (PS2), 74 (Xbox), 73 (GC) / GameRankings: 73,83 % (Win), 76,62 % (PS2), 76,31 % (Xbox), 75,65 % (GC)).
Das Spiel verkaufte sich trotz hauptsächlich guter Kritiken eher schleppend, weshalb der beim Spielende angekündigte Nachfolger bis heute nicht erschienen ist. In den Magazinen Computer Bild Spiele (Gold-Ausgabe 4/2007 XIII) und GameStar (Ausgabe 5/2007) lag XIII als Vollversion auf der Heft-DVD bei, außerdem liegt XIII der Spielesammlung Gold Games 8 bei.

## Nachfolger
In einem 2007 von Gameloft für J2ME-fähige Mobiltelefone erschienen Sequel mit dem Titel XIII 2: Covert Identity (stilisiert als XIII2) erfährt der Spieler noch mehr über die Hintergründe des Protagonisten sowie seiner Rolle innerhalb der großen Verschwörung. Anders als bei XIII handelt es sich hierbei jedoch um ein seitlich scrollendes Shoot ’em up. Das Spiel erhielt mehrfach positive Bewertung (GameRankings: 89,67 %).
2011 veröffentlichte der französische Publisher Microïds das von Mzone Studio und SOLILAB für iOS, Mac OS und Windows entwickelte Spiel XIII: Lost Identity. Mit Ausnahme der Lizenz steht es jedoch in keiner Verbindung zu den beiden vorherigen Spielen. Es handelte sich hierbei um eine Minispielsammlung aus Wimmelbildern und kleineren Knobelaufgaben.

## Remake
Am 18. April 2019 kündigte der Publisher Microïds ein Remake von XIII an, welches von PlayMagic entwickelt wurde und 2020 für Windows, macOS PlayStation 4 und Xbox One erschienen ist. Es orientiert sich stark am Original, spielerische Komponenten wurden jedoch modernisiert und es enthält eine neue Synchronisation. Im Remake des Ego-Shooters kommt die Unity Engine zum Einsatz.